# Дилард (Орегон)
Дилард (енгл. Dillard) насељено је место без административног статуса у америчкој савезној држави Орегон.

## Демографија
По попису из 2010. године број становника је 478.
| Група             | 2000.    | 2010.       |
| Белци             | 0 (0,0%) | 419 (87,7%) |
| Афроамериканци    | 0 (0,0%) | 3 (0,6%)    |
| Азијати           | 0 (0,0%) | 2 (0,4%)    |
| Хиспаноамериканци | 0 (0,0%) | 23 (4,8%)   |
| Укупно            | 0        | 478         |